# مارشا غارسيس ويليامز
مارشا غارسيس ويليامز (بالإنجليزية: Marsha Garces)‏ (18 يونيو 1956)، هي منتجة أفلام وفاعلة خير أمريكية. هي الزوجة السابقة للممثل والكوميدي روبن ويليامز.

## طفولتها
وُلدت مارشا غارسيس ويليامز في ميلواكي، ويسكونسن. ترعرت في شوروود، ويسكونسن. انضمت إلى ثانوية شوروود. والدها، ليون غارسيس، فلبيني ولد في بوهول، انتقلت إلى الولايات المتحدة سنة 1929. انضم بعدها إلى البحرية الأمريكية أثناء الحرب العالمية الثانية. ووالدتها، راشيل ماتيلا، فنلندية.

## حياتها الشخصية ومشوارها
تزوجت غارسيس بالممثل والكوميدي روبن ويليامز يوم 30 أبريل 1989، بعد طلاقها من زوجها الأول فاليري سنة 1988، التي حملت منه بابنها الأول. التقت غارسيس بويليامز سنة 1984 عندما كانت تشتغل مربية لابنه زكاري. وبدأت علاقتهم سنة 1986. بعد زواجهما، أنجبت منه ابنين، هما زيلدا راي، وكودي ألان، المولودان سنة 1989 و1991 على التوالي. في مارس 2008، رفعت دعوة طلاق من ويليامز بعد عدة خلافات، وتم الطلاق سنة 2010.
بعد عملها كمربية في أسرة ويليامز، عملت كمساعدة شخصية له في عدة أفلام مثل صباح الخير، فيتنام (1987) ومجتمع الشعراء الأموات (1989). بعدها أصبحت المنتجة للعديد من أفلام ويليامز. أسسوا معا شركة إنتاج أفلام باسم الذئب الأزرف للإنتاج سنة 1991. تبرعت مارشا غارسيس بأرباح أعمالها لعدة منظمات مثل أطباء بلا حدود.

## أفلامها
- 1993: السيدة داوتفاير[3]
- 1998: باتش آدمز[3]
- 1999: جاكوب الكذاب[3]
- 2002: روبن ويليامز: العيش في برودواي[3]
- 2014: حساء الانقراض[4]

## الجوائز
| السنة | الجائزة            | الفئة                        | العمل           | النتيجة |
| ----- | ------------------ | ---------------------------- | --------------- | ------- |
| 1993  | جائزة الغولدن غلوب | أفضل فيلم - موسيقي أو كوميدي | السيدة داوتفاير | فوز     |